# Помилка людини в масці
Помилка людини в масці (також знана як інтенційна помилка або епістемічна помилка)  є формальною помилкою,  при якій заміна позначення на ідентичне у дійсному твердженні може привести до невірного висновку. У філософській логіці, помилка людини в масці вчиняється, коли хтось незаконно використовує закон Лейбніца в аргументації. Закон Лейбніца стверджує, що якщо A і B є одним і тим же об'єктом, то A і B нерозрізні (тобто вони мають однакові властивості). За modus tollens це означає, що якщо один об'єкт має певну властивість, а інший об'єкт не має такої ж властивості, ці два об'єкти не можуть бути ідентичними. Помилка є «епістемічною», оскільки вона встановлює безпосередню тотожність між знанням суб'єкта про об'єкт і самим об'єктом, не визнаючи, що закон Лейбніца не здатний врахувати інтенційні контексти. 

## Приклади
Назва помилки походить із прикладу:
- «Засновок 1»: я знаю, хто такий Боб.
- «Засновок 2»: Я не знаю, хто цей чоловік у масці
- «Висновок»: Отже, Боб — не людина в масці.

Засновки можуть бути істинними, а висновок — хибним, якщо Боб — людина в масці, а оратор цього не знає. Таким чином, аргумент є помилковим.
Інший приклад:
- «Засновок 1:» Лоїс Лейн вважає, що Супермен може літати.
- «Засновок 2:» Лоіс Лейн вважає, що Кларк Кент не може літати.
- "Висновок: " Отже, Супермен і Кларк Кент — не одна і та ж людина.

У символічній формі наведені вище аргументи
- «Засновок 1:» Я знаю, хто такий X.
- «Засновок 2:» Я не знаю, хто такий Y.
- Висновок: Отже, X не є Y.

Наступний подібний аргумент є чинним:
- X є Z
- Y не Z
- Отже, X не є Y

Це справедливо, оскільки «бути» чимось відрізняється від «знати» (або вірити тощо) у щось. Чинні та недійсні висновки можна порівняти, якщо подивитися на недійсний формальний висновок:
- X є Z
- Y є Z, або Y не Z.
- Отже, X не є Y.

Інтенція — це конотація слова чи фрази, на відміну від його розширення, речей, до яких воно відноситься. Інтенційні речення часто є навмисними, тобто вони включають відношення, унікальне для розуму, яке спрямоване від понять, відчуттів тощо до об'єктів.